# İ
İ (wielkie i z kropką) – litera alfabetu łacińskiego stosowana w języku tureckim i azerskim. Jej odpowiednikiem minuskularnym jest litera i.
W przeciwieństwie do większości języków posługujących się alfabetem łacińskim, w których wielkim odpowiednikiem i (z kropką) jest I (bez kropki), w językach tureckich używa się pary i – İ dla oznaczenia głoski [i] (oraz pary ı – I dla oznaczenia głoski zbliżonej do polskiego [y]).

## Przykłady
Oto przykłady wyrazów zawierających tę literę, zaczerpnięte z języka tureckiego:
- İspanya – czyt. [ispanja] (Hiszpania)
- İtalya – czyt. [italja] (Włochy)
- İslâv – czyt. [islaw] (Słowianin)
- İsa – czyt. [isa] (Jezus)